# カルティール

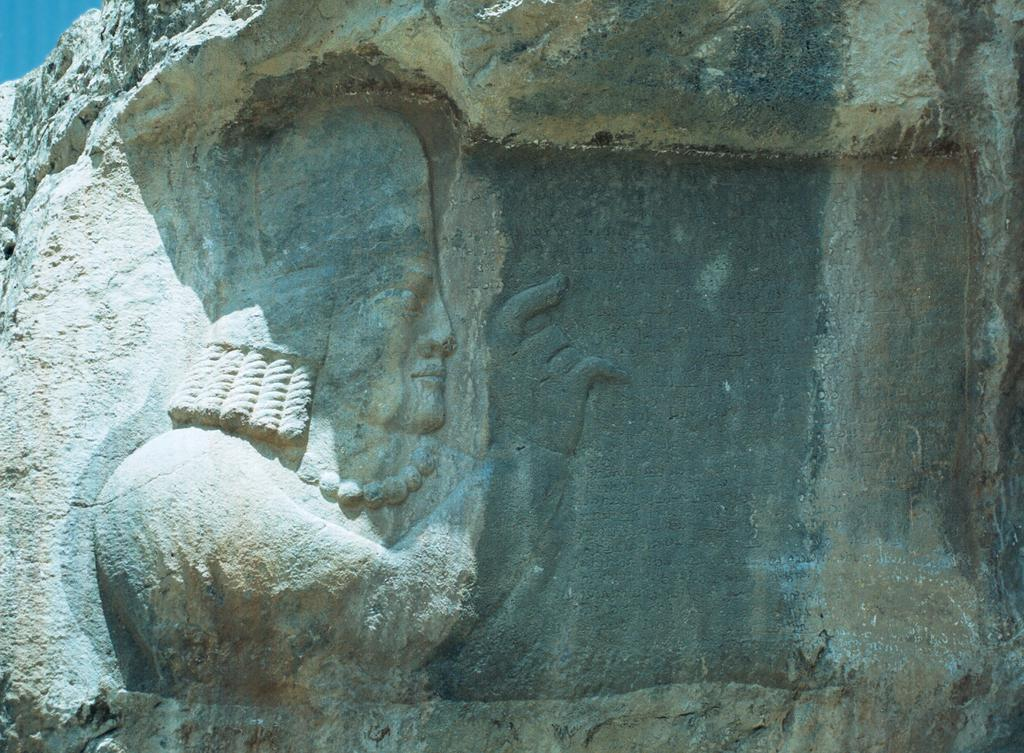
ナクシェ・ラジャブ磨崖レリーフのカルティールの肖像

カルティール(Kartir)は3世紀にサーサーン朝ペルシアに仕えたゾロアスター教の聖職者。パフラヴィー語では krtyr / Kirdēr キルデールまたはカルディールとも呼ばれる。少なくともシャープール1世（241年-272年）、ホルミズド1世（272年-273年）、バハラーム1世（273年-276年）の三代にわたって仕え、王朝の宗教政策に大きな影響力を持った。
カルティールはかなりの確率でアフラ・マズダー神をより強調する立場にあったと考えられる。別の考えで主流に近いものにはズルワーン主義がある。ナクシェ・ラジャブの碑文に彼は天国と地獄の存在を明確にした描写があり、運命論的な立場にあるズルワーン主義の考えと共存することができなかった。シャープール1世の治世、第一位の宗教顧問の立場にあった彼はズルワーン主義を異端として扱った。しかしこの宗派対立について詳しいことは現在でもわかっていない。

## カルティールの功罪
同時にカルティールは偶像破壊運動にも力を費やしたと考えられている。これは神殿そのものが崇拝の対象となってしまうためである。インド＝イランの信仰の伝統的な形であり、バビロン地方にも見られるもので、アルタクセルクセス2世が徴税の道具として始めたものである。カルティールの時代において神殿は、法律的に特権的な地位を失って単に火を祀るだけの神殿となった(イランの宗教観念では火を祀ることが原初的な儀式として共通している。アルダシール1世も聖火を地方に分祀する政策を行った。ゾロアスター教の神ヤザタの一柱である火神アータル en:Atarを参照)。

彼自身の文章によると、カルティールはシャープール1世の時に台頭し、シャープールの元を離れず供をした。その息子ホルミズド1世の時代に、カルティールは最高位のモウバダーン・モウバド(Mowbadān-Mowbad)(聖職者中の聖職者という意味)に就いた。ナルセ1世が建立したパイクリ碑文には、「オフルマズドのモウバド」（krtyr ZY 'whrmzty mgwpt）であったことが述べられている。「モウバド」（mgwpt/mowbad, mōbad）とは、拝火神殿の神官であるマグの長のことで、彼はサーサーン朝のゾロアスター教団において最高位の神官・聖職者であった。この立場についてから彼はますます積極的に自分の政策に反対する低ランクの聖職者を退けた。カルティールは異教・異端弾圧の協力を呼びかけ、特にマニ教に対する迫害を強化した。ナクシェ・ロスタムに現存する通称「ゾロアスターのカアバ」と呼ばれる建物の壁面に、カルティールは自ら行った宗教政策の成果についてパフラヴィー語による長大な碑文を残している。それによると彼は各地にあった外来のユダヤ教、キリスト教、仏教、マニ教、バラモン教などの宗教勢力の排除し、さらにその拠点である教会や寺院などを破壊してゾロアスター教の教義の護持と全国への宣教を達成したと高らかに宣言している。彼の結果マニ教の預言者であるマニは死刑に処せられた。シャープールが預言者を保護する立場にあったのに対してホルミズドはカルティールの政策に追従する形をとった。この迫害政策はナルセ1世の代にまで続く。おそらく彼はこの時代に死んだと思われる。

カルティールのことについては、サル・マシュハド、ナクシェ・ロスタム、ナクシェ・ロスタムの遺跡のひとつであるゾロアスターのカアバ 、ナクシェ・ラジャブの四ケ所に残る彼自身が作成させたパフラヴィー語による長大な碑文群が存在するが、これらの資料以外には詳しく証明する資料がない。現在のゾロアスター教徒たちでも彼の存在はまったく伝承されておらず、恐らく後の時代にゾロアスター教団から彼の事蹟が完全に抹消されてしまった可能性が高い。よってはっきりしたことはあまり分からない。